# Vianney
Vianney Bureau znany jako Vianney (ur. 13 lutego 1991 w Pau) – francuski piosenkarz, gitarzysta i autor tekstów.

## Życiorys
Vianney został wychowany w wierze katolickiej. Jego matka była instruktorką lotnictwa, a później nauczycielką ekonomii. Jego ojciec jest pilotem śmigłowca we francuskich siłach lądowych i stacjonował w Pau. Vianney ma trzech braci.
Jako dziecko, mieszkając na południu Francji uprawiał narodową dyscyplinę sportu – rugby, a jako nastolatek skok w dal. Vianney wychował się na francuskich piosenkach takich gwiazd, jak Dick Annegarn, Barbara, Thomas Fersen i Maxime Le Forestier. Vianney, w wieku dwunastu lat zaczął naukę gry na gitarze i pisał swoje piosenki. W 2005 roku ojciec Vianney zapoznał go z muzykiem, z którym się przyjaźnił. Później Vianney nagrał z nim i jego bratem swoją pierwszą płytę. W 2007 roku Vianney wystąpił pierwszy raz na scenie w "New Morning", w Paryżu.
Vianney uczęszczał do prywatnej szkoły katolickiej "Notre-Dame les Oiseaux" w 16. dzielnicy Paryża. W École spéciale militaire de Saint-Cyr zrobił swój Bakalaureat. W 2009 roku studiował w Paris School of Business. Później na "Middlesex University" w Londynie. Vianney ukończył też studia mody w "École supérieure des arts et techniques de la mode". W 2014 roku uzyskał tytuł magistra. 
W 2014 roku Vianney nagrał razem z muzykiem i producentem, Antoine Essertier swoją kolejną płytę – "Idées blanches". Pierwszy singel – "Je te déteste" został wydany latem, a płyta "Idées blanches" zajmowała w grudniu 2014 roku 69 miejsce na francuskich listach przebojów.
W 2015 roku, w styczniu Vianney wziął udział, w programie telewizyjnym – "Prix Talents", który emitowano na francuskim kanale telewizyjnym W9 i wygrał go. Drugi singel Vianney – "Pas là erreichte" był kilka miesięcy na francuskich listach przebojów i zajmował najwyżej osiemnaste miejsce. Przez pojawienie się drugiego singla Vianney album – "Idées blanches" trafił ponownie na listy przebojów i zajmował najwyżej 31 miejsce. Płyta Vianney była tak popularna, że zdecydowano się ją wydać za granicą w kilku krajach. W 2015 roku nagrano akustyczną wersję płyty Vianney, która stała się popularna w  bardzo krótkim czasie. Na "1Victoires de la Musique" płyta Vianney uzyskała nominację do "najlepszej płyty 2015". W 2016 roku Vianney dostał nagrodę, w kategorii: "Najlepszy męski artysta".
Także w 2016 roku powstał kolejny przebój Vianney i francuskiej aktorki i piosenkarki – Joyce Jonathan – "Les filles d’aujourd’hui", który pojawił się tylko na płycie Jonathan. Na koniec roku Vianney wydał swój kolejny album pt. "Vianney". W grudniu płyta znajdowała się na trzecim miejscu list przebojów, w styczniu 2017 zajmowała pierwsze miejsce. Singel Vianney – "Je m’en vais" był wtedy na drugim miejscu. Utwór otrzymał nagrodę "Victoire" w kategorii: "Piosenka Roku" (Chanson Originale de l’année).
Od 2021 roku Vianney pełni funkcję trenera w programie The Voice – "La plus belle voix".
W 2024 roku Vianney został ogłoszony najlepszym męskim "Artystą Roku" podczas gali "Victoires de la Musique 2024".

## Życie prywatne
W 2012 roku Vianney przejechał 3500 kilometrów po Francji na hulajnodze elektrycznej.
Vianney jest żonaty. W 2021 urodził mu się syn. Od tego czasu bardzo rzadko występuje publicznie.

## Dyskografia

### Albumy studyjne
- 2014: "Idées blanches"
- 2016: "Vianney"
- 2020: "N'attendons pas"
- 2023: "À 2 à 3"

### Albumy koncertowe
- 2018: "Le Concert (2 CD + DVD)"

## Nagrody i wyróżniena
- 2015: "Idées blanches" – platynowa płyta (ponad 100 000 sprzedanych egzemplarzy)[11]
- "Vianney" – diamentowa płyta (sprzedano ponad 500 000 egzemplarzy)
- "Le Concert" – złota płyta (ponad 50 000 sprzedanych egzemplarzy)